# Höhnriß-Neuben
Höhnriß-Neuben ist ein mit Verordnung des Regierungspräsidiums Tübingen vom 21. Januar 1995 ausgewiesenes Naturschutzgebiet mit der Nummer 4.254.

## Lage
Das Naturschutzgebiet befindet sich im Naturraum Mittlere Kuppenalb und liegt etwa 300 m nördlich von Dottingen. Die Halbtrockenrasen des Gebiets bilden einen Biotopverbund mit den Halbtrockenrasen der anderen Naturschutzgebiete im Nordraum von Münsingen: Kälberberg-Hochberg, Seetalhalde-Galgenberg, Schopflochberg und Eckenlauh-Weißgerberberg. Das Gebiet liegt vollständig im Biosphärengebiet Schwäbische Alb.

## Schutzzweck
Laut Verordnung ist der Schutzzweck:
- die Erhaltung und Pflege eines für die Mittlere Kuppenalb außergewöhnlich vielgestaltigen Biotopmosaiks aus Quellbereichen mit Ried- und Feuchtwiesen, über Sukzessions-, Wald-, Hecken-. Wiesen- und Ackerflächen bis hin zu den sonst typischen Halbtrockenrasen, das Lebensraum für zahlreiche seltene, bedrohte und geschützte Tier- und Pflanzenarten bietet,
- die Sicherung der diese Vielfalt bedingenden geologischen Besonderheiten des in engster Nachbarschaft befindlichen Vorkommens von Parabasalt und vulkanischen Tuffen aus dem Uracher Vulkangebiet, Zementmergel, Bankkalke, Kalkschutt Lind quartären Lehmen bis zum Auftreten von Quellbereichen und Dolinen als Zeugnis für die besondere geologische und naturgeschichtliche Situation dieses Landschaftsbereichs,
- der Erhalt, die Pflege und Verbesserung dieses vielfältigen Naturraums als Lebensraum einer den jeweiligen Besonderheiten angepassten artenreichen Pflanzen- und Tiergemeinschaft und als Rückzugsgebiet für zahlreiche Arten aus der umgebenden Agrarlandschaft, insbesondere als Brutstätte stark gefährdeter Vogelarten,
- die Erhaltung eines weiträumigen Biotopverbundes von der Trailfinger Schlucht über den Schopflochberg, die Seetalhalde und den Galgenberg zu weiteren westlich und östlich davon gelegenen Halbtrockenrasenflächen im Münsinger Nordraum bis zu den geologischen Besonderheiten im Bereich Hohnriß, Neuben und Eisenrüttel.

## Flora und Fauna
Das Gewann Höhnriß zeichnet sich durch reichhaltige Orchideenbestände aus: Fliegen-Ragwurz, Hummel-Ragwurz, Bienen-Ragwurz, Helm-Knabenkraut, Fuchs’ Knabenkraut, Mücken-Händelwurz, Zweiblättrige Waldhyazinthe, Großes Zweiblatt, Weißes Waldvöglein, Braunrote und Breitblättrige Stendelwurz. Im Gewann Neuben findet man Bulte der Rasen-Segge, die in Deutschland nur zerstreut vorkommt. Im Gebiet wurden bis jetzt über 70 Vogelarten beobachtet, darunter die bedrohten Brutvogelarten Waldschnepfe, Wachtelkönig, Rebhuhn, Neuntöter und Raubwürger.